# Sibutu
Sibutu es un municipio en la provincia de Tawi-Tawi, Filipinas. Según el censo de 2015, tiene una población de 30 387 personas. Está localizado a unos 14 km al este de la costa de Sabah, Malasia. El municipio cubre la isla principal de Sibutu, así como cuatro pequeñas islas deshabitadas al sur de la isla principal. Es un sitio importante para la conservación de la naturaleza.

## Historia
Debido a un error administrativo en el Tratado de París, mientras que el resto de Filipinas fue cedido a los Estados Unidos, Sibutu y Cagayán de Joló fueron retenidos bajo la soberanía española hasta que fueron cedidos formalmente a los Estados Unidos tras la ratificación del Tratado de Washington el 23 de marzo de 1901.
Ventura García-Sancho Ibarrondo, marqués Aguilar de Campóo, ministro de Estado del Gobierno presidido por Francisco Silvela anunció el 26 de julio de 1900 que: "los norteamericanos dejaron de incluir, al trazar los linderos de su adquisición, aquellos dos islotes; omisión que hoy subsanan, como realmente procedía, mediante la suma de cien mil pesos" o "100.000 dollars"
El municipio fue creado a partir del municipio de Sitangkai, en virtud de la Ley de Autonomía Mindanao Musulmán Nº 197, que posteriormente fue ratificada en un plebiscito celebrado el 21 de octubre de 2006.

## Barangays
Sibutu se subdivide políticamente en 16 barangayes.
| - Ambutong Sapal - Datu Amilhamja Jaafar - Hadji Imam Bidin - Hadji Mohtar Sulayman | - Hadji Taha - Imam Hadji Mohammad - Nunukan - Sheik Makdum | - Sibutu - Talisay - Tandu Banak - Tandu Owak | - Taungoh - Tongehat - Tongsibalo - Ungus-ungus |